# زینگودگین

زینگودگین شهری در شهرستان ایپلسه در استان بازگا در بورکینافاسوی مرکزی است و جمعیت آن ۸۱۵ نفر است.